# Sarayköy, Çorum
Sarayköy là một xã thuộc thành phố Çorum, tỉnh Çorum, Thổ Nhĩ Kỳ.